# Wolf-Dieter Dressler
Wolf-Dieter Dressler (* 13. Oktober 1943 in Straßburg) ist ein deutscher Richter. Er war zuletzt Vorsitzender Richter am Bundesgerichtshof.

## Leben
Nach Erlangung der Befähigung zum Richteramt war er ab 1969 als wissenschaftlicher Assistent an der Universität Heidelberg tätig, ehe er 1974 in den Justizdienst des Landes Baden-Württemberg eintrat, wo er 1970 zum Richter am Landgericht ernannt wurde. Dressler übte sein Richteramt zunächst am Landgericht Heidelberg aus. Von 1978 bis 1981 war er als wissenschaftlicher Mitarbeiter an das Bundesverfassungsgericht und von 1981 bis 1982 an das Oberlandesgericht Karlsruhe abgeordnet. Seit 1982 war er dort als Richter am Oberlandesgericht tätig.
1991 bis 1992 wirkte Dressler im Rahmen der Unterstützung beim Aufbau der Justiz in den neuen Bundesländern am Kreisgericht Leipzig-Stadt.
1992 wurde Dressler zum Richter am Bundesgerichtshof ernannt. Das Präsidium des Bundesgerichtshofs wies ihn zunächst dem VI. Zivilsenat zu, dem er bis 2002, seit 2001 auch als stellvertretender Vorsitzender angehörte. Ab 1999 war Dressler zudem Mitglied im Senat für Patentanwaltssachen.
Im Jahr 2002 erfolgte die Ernennung zum Vorsitzenden Richter am Bundesgerichtshof und damit verbunden der Wechsel zum VII. Zivilsenat.
Nach Erreichen der Altersgrenze trat Dressler zum 31. Oktober 2008 in den Ruhestand ein.